# Samica (collection)
Samica est une collection d’ouvrages multilingue et interdisciplinaire consacrée aux langues, littératures et cultures dans le Sápmi. Elle est publiée depuis 2014 par l’Université Albert Ludwig de Fribourg-en-Brisgau en Allemagne. Le spécialiste des études culturelles Thomas Mohnike de l'Université de Strasbourg et les linguistes Michael Rießler et Joshua Wilbur de l'Université de Fribourg en sont les éditeurs.

## Histoire et ligne éditoriale
La collection est fondée en 2014 pour succéder à la série Kleine saamische Schriften. Tout comme son prédécesseur, Samica s’adresse à des lecteurs intéressés par un large éventail de sujets liés aux études sámis. Les volumes incluent des contributions sur les langues et la littérature sámis, sur les études culturelles sámis mais aussi des supports pédagogiques et des textes littéraires en langue originale accompagnées de leur traduction. Les contributions sont publiées en allemand, en langues sámis ou dans les autres langues nordiques. La charte graphique de la série et le logo ont été créés par le designer Philipp von Rohden ; la police de caractères utilisée est Skolar du designer David Březina.
Publiée dans le seul but scientifique, la collection est soutenue financièrement par plusieurs institutions nordiques, notamment le Finnish Literature Exchange, la municipalité d’Arjeplog, le Duoddara Ráfe Pitesamiskt senter, et Norwegian Literature Abroad. Elle s’appuie également sur des membres des universités de Freiburg et de Strasbourg, ainsi que des auteurs et des traducteurs pour le travail éditorial.
Les volumes parus jusqu'à présent ont été publiés par les éditeurs de la collection ou en collaboration avec des auteurs et des traducteurs extérieurs.
Le volume 1 (Grüße aus Lappland) est la traduction allemande d'un texte de Nils-Aslak Valkeapää et a été présenté à la Foire du livre de Francfort 2014 à l'occasion de la participation officielle de la Finlande en tant que pays hôte.
Le volume 4 (Worte verschwinden / fliegen / zum blauen Licht) est une anthologie de poésies sámis entre tradition et modernité où se côtoient la traduction allemande et les textes originaux.
Le volume 5 (Johan Turi) est la traduction allemande de la pièce dramatique de Harald Gaski et Gunnar H. Gjengset sur la vie de Johan Turi. Cette pièce a été interprétée par Beaivváš Sámi Našunálateáhter dans le cadre de l'exposition artistique HOUSE OF NORWAY qui s’est tenue à Francfort à l'automne 2019. Ces deux livres ont été présentés dans le cadre de la participation officielle de la Norvège en tant que pays hôte de la Foire du livre de Francfort 2019,.
Bien que les volumes ci-dessus soient consacrés à des textes littéraires, le volume 2 (Pitesamisk ordbok) est une contribution à la planification linguistique du sàmi de Pite en Norvège et en Suède,. Il a contribué à la reconnaissance officielle de cette langue menacée d’extinction en tant que langue écrite.

## Numéros
1. Nils-Aslak Valkeapää : Grüße aus Lappland (= Samica. 1er numéro). 1re édition. Skandinavisches Seminar der Albert-Ludwigs-Universität Freiburg, Freiburg 2014,  (ISBN 978-3-9816835-0-9) (180 p., finnois : Terveisiä lapista. 1970. Traduit par Johanna Domokos).
2. Joshua Wilbur (éd.) : Pitesamisk ordbok : Samt stavningsregler (= Samica. 2d numéro). 1re édition. Skandinavisches Seminar der Albert-Ludwigs-Universität Freiburg, Freiburg 2016,  (ISBN 978-3-9816835-1-6) (suédois, 200 p.).
3. (en attente de publication)
4. Johanna Domokos, Christine Schlosser, Michael Rießler (éd.) : Worte verschwinden / fliegen / zum blauen Licht : Samische Lyrik von Joik bis Rap. Traduit par Christine Schlosser (= Samica. 4e numéro). 1re édition. Skandinavisches Seminar der Albert-Ludwigs-Universität Freiburg, Freiburg 2019,  (ISBN 978-3-9816835-3-0) (484 p., textes parallèles en sàmi, suédois, russe, norvégien, finnois ou anglais).
5. Harald Gaski, Gunnar H. Gjengset: Johan Turi : Ein Bühnenstück mit einem Joik von Áilloš (= Samica. 5e numéro). 1re édition. Skandinavisches Seminar der Albert-Ludwigs-Universität Freiburg, Freiburg 2019,  (ISBN 978-3-9816835-4-7) (112 p., norvégien Nynorsk : Johan Turi. Oslo 2019. Traduit par Tatjana Krzemien, Anna-Sophia Mäder, Michael Rießler, en partie en avec un texte parallèle en sámi du Nord).